# Jane Furse
Jane Furse ist eine Stadt in der südafrikanischen Provinz Limpopo. Sie ist Verwaltungssitz der Local Municipality Makhuduthamaga im Distrikt Sekhukhune.

## Geographie
2011 hatte Jane Furse 6533 Einwohner (Volkszählung 2011). Um Jane Furse liegen mehrere Orte wie Vergelegen, Ga-Moripane, Ga-Moretsele, Mokwete, Maleetse und Sekhutlong. 60 Kilometer südwestlich liegt Groblersdal, 80 Kilometer südöstlich Lydenburg. Nach Polokwane im Norden sind es rund 100 Kilometer. 
Die meisten Einwohner sprechen als erste Sprache Sepedi. 

## Geschichte
Das Jane Furse Memorial Hospital wurde 1921 von Michael Furse, dem damaligen anglikanischen Bischof von Pretoria, eingeweiht und nach seiner 14-jährig verstorbenen Tochter Jane benannt. Der Ort entwickelte sich rasch um das Krankenhaus. Neben dem Krankenhaus wurde die Jane Furse School, eine kleine Sekundarschule errichtet. Sie wurde geschlossen, als die Apartheid-Regierung mit dem Bantu Education Act das Bildungswesen zu Lasten der Schwarzen veränderte. Bis 1994 lag Jane Furse im größten Teilgebiet des Homelands Lebowa, das 1976 die Leitung des Krankenhauses übernahm. Die Schule wurde wiedereröffnet und in St. Mark’s College umbenannt. 1999 hatte das Krankenhaus ein Einzugsgebiet von 400.000 Menschen in 105 Dörfern. 2008 wurde das Krankenhausgebäude aufgegeben und durch einen Neubau am Ortsrand, das Jane Furse Hospital, ersetzt. Das frühere Krankenhausgebäude wurde bei dem Auszug und vor der Rückgabe an die Kirche schwer beschädigt, so dass die anglikanische Diözese gerichtlich eine Entschädigung erstreiten konnte. Die Gebäude werden seither als Jane Furse Memorial Village betrieben.

## Wirtschaft und Verkehr
Das Gebiet um Jane Furse gilt als eine der ärmsten Gegenden Südafrikas. Es wird zu 99 Prozent von traditionellen Herrschern verwaltet. Jane Furse ist Sitz des Jane Furse Hospital und des Jane Furse Counselling and Care Centre, das sich vor allem um die AIDS-Vorbeugung und Versorgung von AIDS-Kranken kümmert. Jane Furse ist ein wichtiger Handelsplatz und weist zwei Geschäftszentren auf. Der Ort liegt nicht am Fernstraßennetz; die nächste Fernstraße ist rund 30 Kilometer entfernt.

## Religion
Neben der anglikanischen Kirche gibt es eine lutherische Gemeinde, die bereits vor der anglikanischen Gemeinde gegründet wurde.

## Persönlichkeiten
- Aaron Motsoaledi (* 1958), südafrikanischer Gesundheitsminister, wurde hier geboren. Bevor er 2009 sein Ministeramt erhielt, leitete er eine chirurgische Praxis in Jane Furse.